# Призрачные войны (телесериал)
«Призрачные войны» (англ. Ghost Wars) — американский драматический телесериал с элементами ужасов, созданный сценаристом Саймоном Бэрри. Премьера сериала состоялась на телеканале Syfy 5 октября 2017 года. В Великобритании премьера состоялась на стриминговом сервисе Netflix 2 марта 2018 года.
21 апреля 2018 года Syfy объявил, что сериал был закрыт после первого сезона.

## Сюжет
Действие сериала разворачивается в отдалённом городе на Аляске, который наводняют паранормальные сущности. Ситуация усугубляется тем, что коварная исследовательская компания «LAMBDA Institute» решает использовать духи людей для проведения таинственных экспериментов. Молодой парень Роман Мерсер, обладающий неконтролируемыми паранормальными способностями, должен преодолеть предрассудки горожан и собственных демонов, чтобы получить контроль над своим необычным даром и с его помощью подавить нарастающее восстание злобных демонов и духов, из-за которого под угрозой уничтожения находится не только родной городок Романа, но и весь мир.

## В ролях

### Главные
- Эван Джогиа — Роман Мерсер, молодой парень, обладающий экстрасенсорными способностями.
- Ким Коутс — Билли МакГрат, контрабандист, пытающийся разобраться в ситуации, происходящей в городе.
- Лувия Петерсен — Валери «Вэл» МакГрат-Дюфрен, мэр города и родная сестра Билли.
- Винсент Д’Онофрио — Дэн Карпентер, католический священник, который решает использовать призраков в своих целях.
- Кэндис Макклюр — Лэндис Баркер, учёная, изучающая призраков и возлюбленная Билли.
- Мит Лоуф — Дуг Ренни, житель города, ненавидящий Романа и обвиняющий его во всех проблемах.

### Второстепенные
- Элиз Гэтьен — Мэгги Ренни, подруга Романа и умершая дочь Дуга, превратившаяся в призрака.
- Джесси Мосс — Норман «Норм» Уотерс, помощник шерифа и один из первых, кто поверил Роману.
- Эндрю Моксэм — Паоло Джонс, учёный, который разрывается между своей работой в институте и женой.
- Соня Беннет — Карла Ковальски-Джонс, жена Паоло, заведующая собственной закусочной в городе.
- Кристин Леман — Мэрелин МакГрат-Дюфрен, жена Валери, работающая врачом и пытающаяся защитить свою семью от призраков.
- Эллисон Джеймс — Изабель МакГрат-Дюфрен, дочь Валери и Мэрелин и сестра Эбигейл, имеющая связь с призраками.
- Сара Джилз — Эбигейл МакГрат-Дюфрен, дочь Валери и Мэрелин и сестра Изабель, которая также имеет связь с призраками.
- Стефани Лавин — Дафна Викандер, директор компании «LAMBDA Institute», которая хочет использовать призраков для своих экспериментов.
- Вина Суд — Надин Мерсер, мать Романа, страдающая от наркозависимости и имеющая тёмное прошлое.
- Шэрон Тейлор — София Мун, гробовщица, поверившая Роману, чуть позже становится одержима после смерти своего сына.
- Кэтрин Киркпатрик — Кэрол, работница церкви, всегда готовая протянуть руку помощи.

## Сезоны
| Сезон | Серии | Серии | Даты показа    | Даты показа     |
| Сезон | Серии | Серии | Первая серия   | Последняя серия |
| ----- | ----- | ----- | -------------- | --------------- |
| 1     | 13    | 13    | 5 октября 2017 | 4 января 2018   |

## Эпизоды

### Сезон 1(2017—2018)
| № общий | № в сезоне | Название                                                           | Режиссёр        | Автор сценария                         | Дата премьеры   | Зрители в США (млн) |
| --- | ---------- | ------------------------------------------------------------------ | --------------- | -------------------------------------- | --------------- | ------------------- |
| 1 | 1          | «На пороге смерти» «Death's Door»                                  | Дэвид фон Анкен | Саймон Бэрри                           | 5 октября 2017  | 0.51                |
| Как раз в тот момент, когда обеспокоенный медиум Роман Мерсер готовится покинуть маленький городок Порт-Мур, на острове на Аляске происходит землетрясение, пробуждающее сверхъестественную силу, стремящуюся к разрушению. Его подруга Мэгги Ренни, ставшая призраком, предупреждает его, что души, которые хотят попасть на небеса, чем-то сдерживаются, и их призраки будут нападать на живых. Как только шериф Сэм Перкинс понимает, что Роман действительно видит призраков, душа недавно умершего местного жителя убивает Сэма. После ещё трёх инцидентов, произошедших один за другим, некоторые горожане признали, что призраки реальны. В это же время призраки разрушают единственный мост, ведущий из города. |            |                                                                    |                 |                                        |                 |                     |
| 2 | 2          | «Проклятие Копперхед-роуд» «The Curse of Copperhead Road»          | Лесли Хоуп      | Саймон Бэрри                           | 12 октября 2017 | 0.51                |
| Хитрый контрабандист Билли приплывает в Порт-Мур и обнаруживает, что его родной город потрясён недавними событиями, в том числе полным отключением телефонов. Когда он отправляется раздавать свой последний груз, который был доставлен исследовательской компанией «LAMBDA Institute» путём контрабанды, его любимую лодку и единственное спасение настигает призрак из прошлого. |            |                                                                    |                 |                                        |                 |                     |
| 3 | 3          | «Призрак в машине» «The Ghost in the Machine»                      | Лесли Хоуп      | Дэймон Вигнал                          | 19 октября 2017 | 0.39                |
| Прагматичный учёный-исследователь Лэндис Баркер проводит собственные эксперименты, чтобы количественно оценить призраков в филиале компании «LAMBDA Institute» в Порт-Муре после того, как эксперимент с ускорителем частиц пошёл не по плану. |            |                                                                    |                 |                                        |                 |                     |
| 4 | 4          | «Экзорцизм Маркуса Муна» «The Exorcism of Marcus Moon»             | Кристин Леман   | Карен Лам                              | 26 октября 2017 | 0.50                |
| По мере роста числа прихожан католический священник Дэн пытается навести спокойствие в городе. Однако, когда в мальчика вселяется бес, Дэн борется с мыслью о том, чтобы провести несанкционированный обряд экзорцизма. |            |                                                                    |                 |                                        |                 |                     |
| 5 | 5          | «Что случилось с Мэгги Ренни» «Whatever Happened to Maggie Rennie» | Майкл Нанкин    | Рэйчел Лангер                          | 2 ноября 2017   | 0.33                |
| После того, как социальная структура Порт-Мура начинает рушиться, город полагается на скептически настроенного и стойкого разнорабочего Дуга. Но когда мёртвая дочь Дуга убеждает Романа передать послание, состояние Дуга стремительно ухудшается. |            |                                                                    |                 |                                        |                 |                     |
| 6 | 6          | «Нам нужно поговорить об Эбигейл» «We Need to Talk About Abigail»  | Матиас Хендл    | Соня Беннет                            | 9 ноября 2017   | 0.32                |
| Пока Валери организует отряд гражданской обороны для защиты города, её дочь Эбигейл пропадает без вести. Билли возглавляет поиски девочки, используя экстрасенсорные способности Романа и всех, кто готов отправиться в лес на окраине города. |            |                                                                    |                 |                                        |                 |                     |
| 7 | 7          | «Свисти мимо кладбища» «Whistle Past the Graveyard»                | Матиас Хендл    | Деннис Хитон                           | 16 ноября 2017  | 0.33                |
| Перебои с электричеством ввергают Порт-Мур в хаос и каким-то образом делают призраков сильнее. Роман, Билли, Лэндис и Дэн отправляются к плотине в попытке вернуть электричество. Но давно похороненная тайна города грозит расколоть их группу на части. |            |                                                                    |                 |                                        |                 |                     |
| 8 | 8          | «Две могилы» «Two Graves»                                          | Кристин Леман   | Дэймон Вигнал                          | 30 ноября 2017  | 0.25                |
| Тело Билли находится в критическом состоянии, а его дух оказывается в ловушке в кошмарном мире призраков. Роман преследует Дэна в поисках ответов о смерти его матери. |            |                                                                    |                 |                                        |                 |                     |
| 9 | 9          | «Постапокалипсис сейчас» «Post-Apocalypse Now»                     | Джейсон Пристли | Рэйчел Лангер                          | 7 декабря 2017  | 0.39                |
| Прибытие сотрудников из штаб-квартиры «LAMBDA Institute» впервые за несколько недель даёт городу надежду. Компания распределяет припасы, обещая в скором времени вывезти всех с острова. Хотя эксцентричная и молодая директор компании Дафна Викандер проявляет большой интерес к Роману, Лэндис подозревает, что у неё есть недобрые планы на будущее горожан. |            |                                                                    |                 |                                        |                 |                     |
| 10 | 10         | «Связь с болью» «The Pain Connection»                              | Майкл Нанкин    | Джемма Холдвэй, Соня Беннет, Карен Лам | 14 декабря 2017 | 0.29                |
| Попытки «LAMBDA Institute» провести эксперимент с конфискованным контейнером проваливаются, когда из призрачного сосуда появляется дух бывшего учёного Паоло, который начинает сеять хаос на своём пути. Горожане организуют охоту на монстра. |            |                                                                    |                 |                                        |                 |                     |
| 11 | 11         | «Праздник» «The Feast»                                             | Джейсон Пристли | Дэймон Вигнал                          | 21 декабря 2017 | 0.34                |
| Лэндис и Билли пытаются разобраться в музейном экспонате. Норман занят беременной Карлой, у которой в животе находится ребёнок-призрак. Физическое состояние Эбигейл ухудшается, а Мэрилин наконец понимает, что то, что находится внутри её дочери, ненормально. |            |                                                                    |                 |                                        |                 |                     |
| 12 | 12         | «В аду больше нет места» «There's No More Room in Hell»            | Саймон Бэрри    | Деннис Хитон                           | 28 декабря 2017 | 0.39                |
| Пока Дафна собирает энергию, необходимую для запуска ускорителя, в городе вспыхивают гражданские беспорядки, когда Дуг выгоняет Уинстона из бара — символ того, что слишком много людей принимают собственные решения. Толпа преследует Романа, Лэндиса, Билли и МакГратов-Дюфренов. |            |                                                                    |                 |                                        |                 |                     |
| 13 | 13         | «...Мою душу, чтобы сохранить» «...My Soul to Keep»                | Саймон Бэрри    | Саймон Бэрри                           | 4 января 2018   | 0.34                |
| Пока призраки собирают силы для сопротивления Роману, выжившие в Порт-Муре тянут жребий, готовясь к финальной битве — поиску двух половинок артефакта в мире призраков. |            |                                                                    |                 |                                        |                 |                     |

## Производство
В сентябре 2017 года было объявлено, что Винсент Д’Онофрио и Ким Коутс получили роли в сериале.
Основной съёмочный процесс сериала проходил в городе Ванкувере и был завершён 31 августа 2017 года.
21 апреля 2018 года было объявлено, что Syfy закрыл сериал после 1 сезона из-за низких рейтингов.